# 折叶曲尾藓
折叶曲尾藓（学名：Dicranum fragilifolium）为曲尾藓科曲尾藓属下的一个种。